# Johannes (voornaam)
Johannes is zowel de Nederlandse als Duitse vorm van de Bijbelse jongensnaam Johanan en betekent 'Jahweh is genadig' of Yochanan' of 'de door God  begenadigde' in het Hebreeuws. De naam Johannes komt ook veel voor bij de blanke Zuid-Afrikanen. 
De naam werd ten tijde van de verspreiding van het christendom in Noord-Europa(Nederland en Duitsland) voor het eerst gebruikt. Aanvankelijk werd de naam in de Latijnse vorm Joannes gebruikt die verwant is aan de Griekse vorm: Ιωαννης (Ioannes). De vorm Johannes (onder invloed van het Hebreeuws) is sinds de Renaissance en de Reformatie de meest gebruikelijke geworden. In Noord-Nederland dateren de oudste voorbeelden uit de 12e eeuw.
Voornamen die zijn afgeleid van Johannes zijn onder andere: Johan, Joan, Jan,  Yohan, Jonas, Jon, Joost, Hans, Han en Wannes. In het Engels luiden de varianten John, Jon, Johnny en Jonny, in het Deens wordt het Jens, in het Frans Jean, Juan in het Spaans, João in het Portugees, Joan in het Catalaans, Giovanni in het Italiaans, Jonas in het Litouws, Ion in het Roemeens, János in het Hongaars, en Sean (of Shaun en Shawn) of Ian voor de Schotse en Ierse talen.
De vrouwelijke tegenhanger van Johannes is Johanna of Johanne; in het Engels wordt dit Joanna of Jane, in het Frans Jeanne, met vleiende verkleinnamen Jeanine of Janine.
Johannes is met name bekend van de volgende Bijbelse personages:
- Johannes (apostel), volgeling van Jezus en wellicht dezelfde als de evangelist Johannes, hoewel dit laatste niet erg waarschijnlijk is omdat het Johannes-evangelie vermoedelijk pas ná het jaar 100 is ontstaan.
- Johannes (evangelist), schrijver van het Evangelie volgens Johannes
- Johannes de Doper, profeet en neef van Jezus

## Bekende personen met de voornaam Johannes
- Apostel Johannes, zoon van Zebedeüs en Salome (vlg. Mt 27:55, 56; Mr 15:40) en broer van de apostel Jakobus, maar waarschijnlijk eerder diens jongere broer, want gewoonlijk wordt laatstgenoemde het eerst genoemd wanneer over beiden wordt gesproken.
- Evangelist Johannes
- Johannes Makkabeüs
- Johannes de Doper, zoon van Zacharias en Elisabeth; de voorloper van Jezus. Johannes’ ouders stamden beiden uit het priesterlijke huis van Aäron. Zacharias was een priester van de afdeling van Abia (vlg. Lu 1:5, 6)
- Johannes I van Byzantium
- Johannes II van Byzantium
- Johannes III van Byzantium
- Johannes IV van Byzantium
- Johannes V van Byzantium
- Johannes VI van Byzantium
- Johannes VII van Byzantium
- Johannes VIII van Byzantium
- Johannes II van Liechtenstein
- Johannes Alamanus
- Johannes Alvarez Manusama
- Johannes Bayer
- Johannes Benedictus van Heutsz
- Johannes Bessarion
- Johannes Blaskowitz
- Johannes Bogerman
- Johannes Bosboom
- Johannes Brahms
- Johannes Brockmann
- Johannes Brugman
- Johannes Calvijn
- Johannes Casper van Beek
- Johannes Chrysostomus
- Johannes Ciconia
- Johannes Diderik van der Waals
- Johannes Dirk Bloemen
- Johannes Don Bosco
- Johannes Drost
- Johannes Duns Scotus
- Johannes Esser
- Johannes Godefridus Frederiks
- Johannes Gutenberg
- Johannes Hendricus Jurres

- Johannes Hendrik Eversen
- Johannes Hunyadi
- Johannes Hus
- Johannes Hyrcanus
- Johannes Itten
- Johannes Jacob Buskes, jr.
- Johannes Jacobus Ras
- Johannes Kapodistrias
- Johannes Kepler
- Johannes Leendert Scherpenisse
- Johannes Leonardi
- Johannes Markus
- Johannes Martin Bijvoet
- Johannes O.
- Johannes Ockeghem
- Johannes Pieter Pronk
- Johannes Post
- Johannes Psycháris
- Johannes Rau
- Johannes Reuchlin
- Johannes Scotus Eriugena
- Johannes Strijdom
- Johannes Theodorus van der Kemp
- Johannes Vares
- Johannes Verhulst
- Johannes Verkuyl
- Johannes Vermeer
- Johannes Wier
- Johannes Willebrands
- Johannes de Deo
- Johannes de Heer
- Johannes van Ávila
- Johannes van Dam
- Johannes van den Bosch
- Johannes van der Hoeven
- Johannes van der Poel
- Johannes van het Kruis
- Keizer Johannes, West-Romeins keizer (423-425)
- Paus Johannes I, II, III, IV, V, VI, VII, VIII, IX, X, XI, XII, XIII, XIV, XV, XVI (tegenpaus), XVII, XVIII, XIX, XX (nooit bestaan), XXI, XXII en XXIII
- Paus Johannes Paulus I en II
- Priester Johannes

- Johannes
- Johannes' todietiran
- Johannes-Baptista van Aefferden
- Johannes-Bruno van den Hecke
- Johannes-Passion
- Johannes-Passion (J.S. Bach)
- Johannes-Passion (Schütz)
- Johannes-Paulus II
- Johannes-de-Doper
- Johannes "Eriugena" Scotus
- Johannes 't Sanctius
- Johannes (Apostel)
- Johannes (apostel)
- Johannes (bier)
- Johannes (evangelist)
- Johannes (keizer)
- Johannes (voornaam)
- Johannes 21
- Johannes 3:16
- Johannes A. van der Vlis
- Johannes Aavik
- Johannes Abeling
- Johannes Abraham Bierens de Haan
- Johannes Acronius Frisius
- Johannes Adam Bach
- Johannes Adamietz
- Johannes Admirator
- Johannes Adolf Bentinck
- Johannes Adrianus Janssen
- Johannes Adrianus Smit
- Johannes Adrianus Tuijn
- Johannes Adrianus Vonk
- Johannes Adrianus Zoet
- Johannes Adrianus van den Bosch
- Johannes Aengenent
- Johannes Afiti
- Johannes Agathinus van Weel
- Johannes Agnus
- Johannes Alamanus
- Johannes Albarda
- Johannes Albarda (1761-1838)
- Johannes Albert Neuhuys
- Johannes Alberti
- Johannes Albertinus van der Vegte
- Johannes Albertus Blaauw
- Johannes Albertus Boer
- Johannes Albertus Groneman
- Johannes Albertus Mathijs van Oorschot
- Johannes Albertus Walter
- Johannes Aleidis Ringers
- Johannes Alexander Eigeman
- Johannes Alexander Kruseman
- Johannes Alexander Pesman
- Johannes Alexander Vijlbrief
- Johannes Alfaisi
- Johannes Alfaisie
- Johannes Allatus Anemaet
- Johannes Alouisius Loeff
- Johannes Aloysius Loeff
- Johannes Althusius
- Johannes Alvarez Manusama
- Johannes Ambrosius Rosenstrauch
- Johannes Andreas Anneessens
- Johannes Andreas Grib Fibiger
- Johannes Andreas Jolles
- Johannes Andreas Paravicini
- Johannes Andreas Rudersdorff
- Johannes Andreas de Fremery
- Johannes Andries de Zwaan
- Johannes Anemaet
- Johannes Anker Larsen
- Johannes Anthonie Balthasar Stroebel
- Johannes Anthonie Landman
- Johannes Anthonie de Visser
- Johannes Anthonius Lelieveldt
- Johannes Anthonius Moesman
- Johannes Anthony Boreel de Mauregnault
- Johannes Anton Radecker
- Johannes Anton Rädecker
- Johannes Antonie Visscher
- Johannes Antonius Alphonsus Mekel
- Johannes Antonius Hubertus Jennissen
- Johannes Antonius Linders
- Johannes Antonius Maria Bruineman
- Johannes Antonius Maria Rouppe van der Voort
- Johannes Antonius Marie van Buuren
- Johannes Antonius Marinus Bron
- Johannes Antonius Meijs
- Johannes Antonius Veraart
- Johannes Antonius Vrugtman
- Johannes Antonius de Kok
- Johannes Antonius van der Ven
- Johannes Argyropoulos
- Johannes Arie van Nieuwenhuijzen
- Johannes Arnoldus Bakhuizen
- Johannes Arnoldus Hendrikus Wagenaar
- Johannes Arnoldus Sicco Holland
- Johannes Arnoldus van Bijnen
- Johannes Arrazola de Oñate
- Johannes Asen I
- Johannes Asen I van Bulgarije
- Johannes Asseliers
- Johannes Assuerus Blok
- Johannes Auguste van Ginkel
- Johannes Augustus Keurenaer
- Johannes Avetaranian
- Johannes B. Kerner
- Johannes Baank
- Johannes Baasner
- Johannes Bach
- Johannes Bacherus
- Johannes Baeck
- Johannes Bah Kuhnke
- Johannes Balbaert
- Johannes Balbus
- Johannes Balthazar Lambeek
- Johannes Baptist Brueghel
- Johannes Baptist Kerner
- Johannes Baptist Swinkels
- Johannes Baptist Tetar van Elven
- Johannes Baptist de la Salle
- Johannes Baptist von Thurn und Taxis
- Johannes Baptista
- Johannes Baptista Arnoldus Josephus Maria Verheyen
- Johannes Baptista Bots
- Johannes Baptista Bots (1806-1874)
- Johannes Baptista Coclers
- Johannes Baptista Forceville
- Johannes Baptista Gerardus Maria de van der Schueren
- Johannes Baptista Hillen
- Johannes Baptista Josephus Hengst
- Johannes Baptista Rietstap
- Johannes Baptista van Aefferden
- Johannes Baptiste van Dijk
- Johannes Barend Litzau
- Johannes Barend Mettenbrinck
- Johannes Barend Schijf
- Johannes Barra
- Johannes Bartel
- Johannes Bartholomeus Broeksz
- Johannes Basseliers
- Johannes Bastiaan Corporaal
- Johannes Bastiaans
- Johannes Bauer
- Johannes Baumann
- Johannes Bayer
- Johannes Becher
- Johannes Beelaerts van Blokland
- Johannes Benedictus Kan
- Johannes Benedictus Van Heutsz
- Johannes Benedictus van Heutsz
- Johannes Berg-Hansen
- Johannes Bernardus Antonius Batenburg
- Johannes Bernardus Bernink
- Johannes Bernardus Herman Willemsz Geeroms
- Johannes Bernardus Lichtenberg
- Johannes Bernardus Nienhaus
- Johannes Bernardus Niënhaus
- Johannes Bernardus Plasschaert
- Johannes Bernardus Theodorus Hugenholtz
- Johannes Bernardus Theodorus Hugenholtz (1859-1922)
- Johannes Bernardus Theodorus Hugenholtz (1888-1973)
- Johannes Bernardus van Asbeck
- Johannes Bernardus van Bree
- Johannes Bernardus van Loghem
- Johannes Bertelius
- Johannes Beschnitt
- Johannes Bessarion
- Johannes Best
- Johannes Beverovicius
- Johannes Bierhuys
- Johannes Bieruma Oosting
- Johannes Bijleveld
- Johannes Bijsterveld
- Johannes Blaeu
- Johannes Blaeuw
- Johannes Blank
- Johannes Blaskowitz
- Johannes Blommendael
- Johannes Blooker
- Johannes Blooker (1793)
- Johannes Blooker (1793-1858)
- Johannes Bluyssen
- Johannes Bob van Benthem
- Johannes Bobrowski
- Johannes Bodel Nijenhuis
- Johannes Boekholt
- Johannes Boelaars
- Johannes Boelstra
- Johannes Boelstra (Biljarter)
- Johannes Boelstra (biljarter)
- Johannes Boelstra (politiefunctionaris)
- Johannes Boersma
- Johannes Boettichius
- Johannes Bogerman
- Johannes Bolter
- Johannes Borchard
- Johannes Borchhard
- Johannes Borghouts
- Johannes Borman
- Johannes Borski
- Johannes Bosboom
- Johannes Bosch
- Johannes Bosco
- Johannes Bosscha
- Johannes Bosscha Jr.
- Johannes Bosscha Sr.
- Johannes Bosscha jr.
- Johannes Bosscha sr.
- Johannes Bosschaert
- Johannes Bottichius
- Johannes Bouchelion
- Johannes Bouwmeester
- Johannes Brahms
- Johannes Brahms (trein)
- Johannes Brandsma
- Johannes Brassart
- Johannes Brenz
- Johannes Brinckerinck
- Johannes Brinckerink
- Johannes Brinkerinck
- Johannes Brinkerink
- Johannes Brinkman
- Johannes Brockmann
- Johannes Bronckhorst
- Johannes Bronkhorst
- Johannes Bronsted
- Johannes Bruckner
- Johannes Brugman
- Johannes Buckler
- Johannes Bueckler
- Johannes Bugenhagen
- Johannes Buiskool
- Johannes Buns
- Johannes Bureus
- Johannes Burgers
- Johannes Buridan
- Johannes Buridanus
- Johannes Burman
- Johannes Bölter
- Johannes Böttichius
- Johannes Bückler
- Johannes C. H. de Meijere
- Johannes Caioni
- Johannes Calvijn
- Johannes Calvijnkerk
- Johannes Calvijnkerk (Mannheim)
- Johannes Calvin
- Johannes Camhout
- Johannes Campanus
- Johannes Campensis
- Johannes Camphuijs
- Johannes Camphuys
- Johannes Canard
- Johannes Cantacuzenus
- Johannes Canter
- Johannes Capistrano
- Johannes Capito
- Johannes Cardinal Willebrands
- Johannes Carel Antonius Clasener
- Johannes Carel Everaars
- Johannes Carolus
- Johannes Carolus Bernardus Sluijters
- Johannes Casembroot
- Johannes Casparus Bergsma
- Johannes Casparus Bergsma (1746-1793)
- Johannes Casparus Bergsma (1775-1818)
- Johannes Casper van Beek
- Johannes Cassianus
- Johannes Cele
- Johannes Christiaan Alberti
- Johannes Christiaan Bührmann
- Johannes Christiaan Hoekendijk
- Johannes Christiaan Hummel
- Johannes Christiaan Karel Klinkenberg
- Johannes Christiaan Lebuinus van der Lande
- Johannes Christiaan Lebuïnus van der Lande
- Johannes Christiaan Reinier Bonebakker
- Johannes Christiaan Schotel
- Johannes Christiaan de Marez Oyens
- Johannes Christiaan van Epen
- Johannes Christian Eugen Lehmann
- Johannes Christianus Roedig
- Johannes Christoffel Aschoff
- Johannes Christoffel van Mastenbroek
- Johannes Christophoros de Bertholf Ruyff de Belven
- Johannes Christophorus de Bertholf Ruyff de Belven
- Johannes Chrysostomos
- Johannes Chrysostomus
- Johannes Ciconia
- Johannes Clercx
- Johannes Climacus
- Johannes Climacus (heilige)
- Johannes Climacuskerk
- Johannes Coccejus
- Johannes Coenraad Kielstra
- Johannes Coenradus Ninaber
- Johannes Coesermans
- Johannes Colerus
- Johannes Colom
- Johannes Comander
- Johannes Commelin
- Johannes Conradus Bouwmeester
- Johannes Conradus de Kock
- Johannes Cornelis Antonius Hoogenbosch
- Johannes Cornelis Brons
- Johannes Cornelis Dane
- Johannes Cornelis Frankevoort
- Johannes Cornelis Haspels
- Johannes Cornelis Hendrik De Meijere
- Johannes Cornelis Hendrik de Meijere
- Johannes Cornelis Jacobus Mens
- Johannes Cornelis Jacobus Smits
- Johannes Cornelis Muller Az.
- Johannes Cornelis Roelandse
- Johannes Cornelis Sikkel
- Johannes Cornelis Termijtelen
- Johannes Cornelis Wienecke
- Johannes Cornelis de Jonge
- Johannes Cornelis ten Berge
- Johannes Cornelis ten Brummeler Andriesse
- Johannes Cornelis van Essen
- Johannes Cornelis van Hoolwerff
- Johannes Cornelis van der Kemp
- Johannes Cornelisz. Verspronck
- Johannes Cornelisz Verspronck
- Johannes Corneliszoon Verspronck
- Johannes Corstianus van Osselen
- Johannes Corvinus
- Johannes Coymans
- Johannes Coymans (1601-1657)
- Johannes Coymans (1645-1703)
- Johannes Daalderop
- Johannes Dale
- Johannes Damascenus
- Johannes Daniel Dulcken
- Johannes Daniel van Lennep
- Johannes Daniël Dulcken
- Johannes Daniël van Lennep
- Johannes De Stoop
- Johannes De Witte
- Johannes Despauter
- Johannes Despauterius
- Johannes Despouter
- Johannes Dictus Cuauhtlatoatzin